# جبل سوندا
جبل سوندا كان بركان قديم، حيث وقذف حممه لمرة واحدة في مرتفعات بريانجان في مقاطعة جاوة الغربية في جزيرة جاوة في إندونيسيا. كان بركان سوندا موجودًا في عصر البليستوسين، قبل أن يتسبب انفجار البليين العنيف في انهيار كالديرا. شكل البركان سلسلة التلال الشمالية لحوض باندونج. البركان القديم هو سلف البراكين تانغكوبان بيراهو وبورانغرانغ وبوكيت تونغل اليوم.
كان بركان سوندا عبارة عن بركان طبقي ويقدر أنه قد وصل إلى ما بين 3.000 إلى 4.000 متر فوق مستوى سطح البحر خلال عصر بليستوسين. خلال هذا العصر كان واحدا من أعلى البراكين في جاوة.

## الثوران
اندلعت ثورات كبيرة من البركان على نطاق واسع. شكل الأول التلال الشمالي لحوض باندونج، والآخر حوالي 55.000 سنة من الآن، سد نهر السيتاروم، وحول الحوض إلى بحيرة تعرف باسم «بحيرة باندونغ العظمى ما قبل التاريخ».

## التسمية
يأتي اسم الجبل من السنسكريتية «شودا» التي تعني اللون الأبيض، في إشارة إلى قمة الجبل التي كانت مغطاة بالأنهار الجليدية في الماضي. يمكن لبدو الهند (على الأرجح) من جزيرة سومطرة رؤية الجبل بوضوح من موقعهم، الذين جاؤوا بدافع الفضول إلى الجبل. كلمة تشوندا تحورت إلى سوندا من النطق المحلي. يمكن أن تشير كلمة شودا / سودندا أيضًا إلى الجلد الفاتح لشعب سودندا.